# Evangelische Kirche Flierich

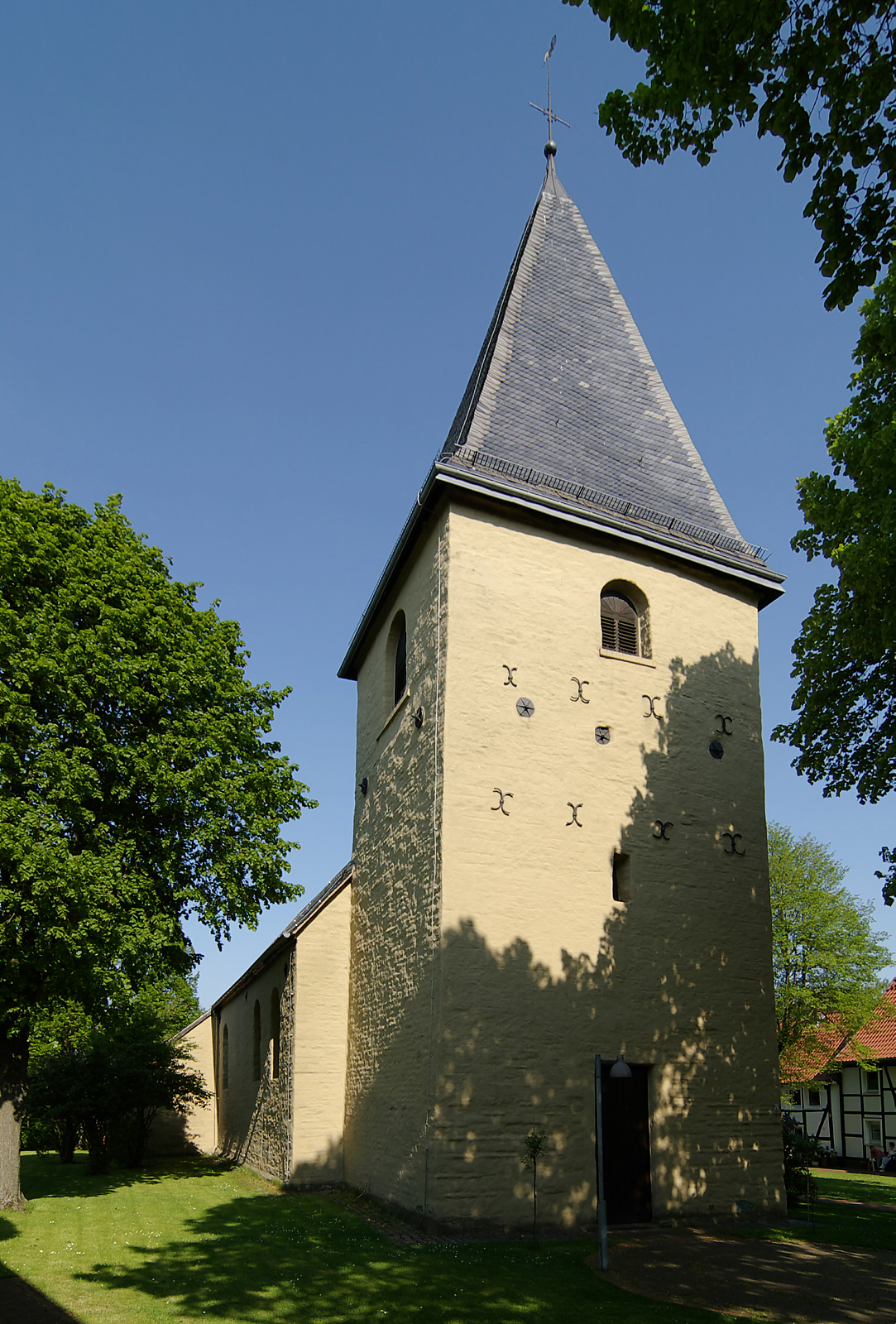
Evangelische Pfarrkirche

Die evangelische Pfarrkirche ist ein denkmalgeschütztes Kirchengebäude in Flierich, einem Dorf im südöstlichen Gebiet der Gemeinde Bönen im Kreis Unna in Nordrhein-Westfalen. Die Gemeinde gehört zum Kirchenkreis Hamm.

## Geschichte und Architektur
Die Kirche ist ein kleiner Saalbau aus drei quadratischen Jochen. Sie wurde, ebenso wie der eingezogene Westturm, Ende des zwölften Jahrhunderts aus Anröchter Sandstein errichtet und dem Patrozinium des Hl. Michael unterstellt. Im Zuge der Reformation wurde die Gemeinde evangelisch.
Das Ostjoch ist als Chorraum abgeteilt, dieser ist mit starken Schildbögen eingejocht. Die ursprünglich flachgedeckten Langhausjoche wurden 1502 mit Rippengewölben versehen. Eine Empore wurde 1960 im Zuge einer Renovierung entfernt.
Die Kirche ist mit einer für das Mittelalter typischen Rundbebauung mit Fachwerkhäusern umgeben.

## Ausstattung
- ein hängender achteckiger  Kanzelkorb aus Holz mit Schalldeckel aus dem 18. Jahrhundert[2]
- Der Kirchplatz diente bis 1826 als Friedhof; auf ihm steht ein Kriegerdenkmal für die Opfer des Preußisch-Österreichischen Krieges und des Deutsch-Französischen Kriegs.
- Das dreistimmige Gussstahlgeläut wurde in den 1950er Jahren aufgehängt und erklingt in den Tönen dis', fis' und gis'.